# مبرهنة بولزانو-فايرشتراس
في طوبولوجيا الفضاءات المترية، مبرهنة بولزانو-فايرشتراس تعطي إحدى خصائص فضاءات المتراصة. أخذت هذه المبرهنة اسم كلا من برنارد بولزانو و كارل فايرشتراس وتنص هذه المبرهنة أنه يكون فضاء متري X متراص إذا وفقط إذا كانت كل متتالية من X تقبل متتالية جزئية تتقارب نحو عنصر من X أو بتعبير مكافئ في التحليل الحقيقي أن كل متتالية محدودة تقبل متتالية جزئية منها متقاربة.